# Louisa Lytton
Louisa Lytton (Camden, Londres; 7 de febrero de 1989) es una actriz británica.

## Primeros años
Asistió al Sylvia Young Theatre School in Marylebone, Londres. Es de ascendencia italiana por el lado de su madre y su prima segunda es Lisa Maffia, miembro de So Solid Crew.

## Carrera
El 18 de marzo de 2005 se unió al elenco principal de la popular serie EastEnders donde interpretó a Ruby Allen, hasta el 23 de noviembre de 2006. En julio de 2018 se anunció que Louisa regresaría a la serie ese mismo año.

## Vida personal
Cuando era más joven, salió con el cantante Aston Merrygold.
En 2017, Lytton comenzó una relación con el hombre de negocios Ben Bhavra, después de que se conocieran a través de amigos en común. La pareja se comprometió el 7 de febrero de 2019, en su 30° cumpleaños. En marzo de 2021 anunciaron que estaba embarazada por primera vez. En septiembre de 2021 dio a luz a su primera hija, Aura.

## Filmografía

### Cine
- 2009: American Pie Presents: The Book of Love como Imogen
- 2010: Going Nowhere: The Lena Zavaroni Story como Lena Zavaroni
- 2010: Dream Guy como Michelle Cooper
- 2012: Young, High and Dead como Jenny
- 2012: The Knot como Stephanie
- 2012: Payback Season como Keisha

### Televisión
- 1997: The Bill (1 episodio) como Natalie Shepherd
- 1999: Let Them Eat Cake (1 episodio) como niña pequeña
- 2007-2009: The Bill (papel recurrente) como PC Beth Green
- 2010: Casualty (1 episodio) como Grace Fielding
- 2010: Panorama (1 episodio) como Holly Morris
- 2005-2006,2018-presente: EastEnders (papel regular) como Ruby Allen